# ماونت بولیون، شهرستان ماریپوسا، کالیفرنیا
ماونت بولیون (به انگلیسی: Mount Bullion) یک منطقهٔ مسکونی در ایالات متحده آمریکا است که در شهرستان ماریپوزا، کالیفرنیا واقع شده‌است. ماونت بولیون ۶۵۶ متر بالاتر از سطح دریا واقع شده‌است.